# Airlines of Tasmania
Airlines of Tasmania — региональная коммерческая авиакомпания, базирующаяся в Хобарте (Аэродром Кембридж/Хобарт), Лонсестоне (Аэропорт Лонсестона) и Уинъярде (Аэропорт Берни), находящихся на острове Тасмания (Австралия).
Авиакомпания Airlines of Tasmania была создана в 1984 году. Компанией-учредителем является Aerotechnology Pty Ltd, которая была создана в 1970-х годах, и которой также принадлежит подразделение Par Avion, осуществляющее туристические полёты по живописным местам Тасмании.

## Воздушный флот
По состоянию на февраль 2015 года воздушный флот авиакомпании Airlines of Tasmania составляли следующие самолёты:

## Маршрутная сеть
В октябре 2011 года маршрутная сеть регулярных пассажирских перевозок авиакомпании Airlines of Tasmania включала в себя следующие пункты назначения:
| Город              | Страна    | ИАТА | ИКАО | Аэропорт                    |
| Лонсестон          | Австралия | LST  | YMLT | Аэропорт Лонсестона         |
| Берни              | Австралия | BWT  | YWYY | Аэропорт Берни              |
| Остров Кинг        | Австралия | KNS  | YKII | Аэропорт Кинг-Айленд        |
| Остров Кейп-Баррен | Австралия | CBI  | YCBN | Аэропорт Кейп-Баррен-Айленд |

До октября 2010 года аэропорт острова Флиндерс обслуживался самолётами авиакомпании Airlines of Tasmania, но после этого он стал обслуживаться самолётами другой авиакомпании — Sharp Airlines.